# Église Saint-Blaise de Serqueux
Pour les articles homonymes, voir Église Saint-Blaise.
L'église Saint-Blaise est une église catholique située à Serqueux, en France.

## Localisation
L'église est située dans le département français de la Haute-Marne, sur la commune de Serqueux.

## Historique

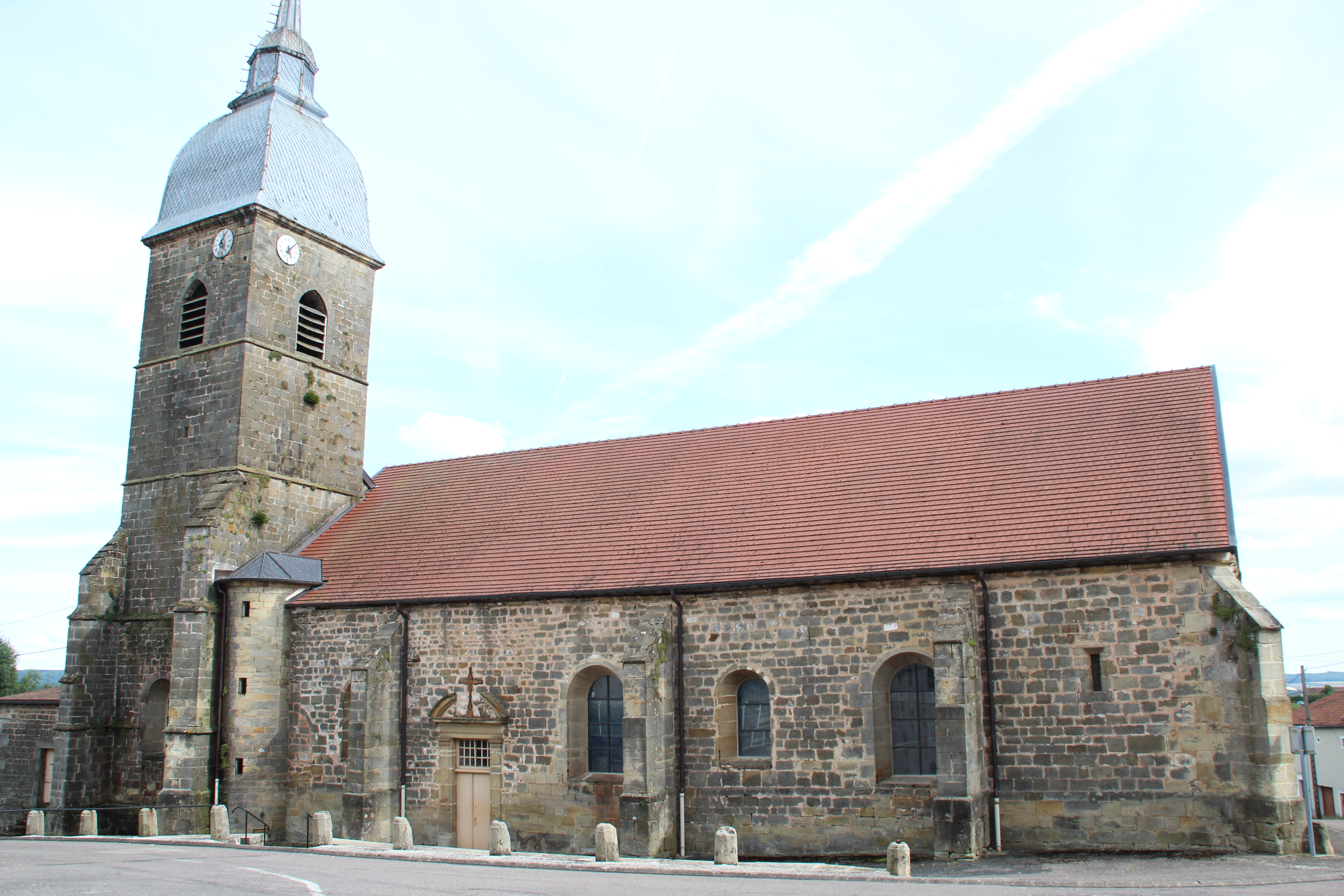
Vue de l'église.

Cette église date du XIIe siècle ; elle a été modifiée au XIVe siècle, XVIIIe siècle. Elle est dédiée à saint Blaise. Elle possède un autel principal avec retable, tabernacle en bois doré des talles et lambris de chœur, une chaire à prêcher du XVIIIe siècle.
Des statues : 
- Un évêque sculpté en bois polychrome et doré[5]du XVIIIe siècle.
- Un groupe sculpté en bois polychrome de l'éducation de Marie[6]du XVIIe siècle.
- Une vierge polychrome en pierre[7] et
- de Blaise polychrome en pierre[8]du XVIe siècle.

L'édifice est inscrite au titre des monuments historiques le 9 novembre 1988.